# 塔尔蒂尼 (瓦兹省)
塔尔蒂尼（法語：Tartigny，法語發音：[taʁtiɲi]）是法国瓦兹省的一个市镇，属于克莱蒙区。

## 地理
塔尔蒂尼（49°38'2"N, 2°21'38"E）面积6.98 平方千米，位于法国上法蘭西大區瓦兹省，该省份为法国北部内陆省份，北起索姆省，西接厄尔省和滨海塞纳省，南至塞纳-马恩省和瓦兹河谷省，东临埃纳省。
与塔尔蒂尼接壤的市镇（或旧市镇、城区）包括：巴库埃勒、博瓦尔、布勒特伊、舍普瓦、勒梅尼勒圣菲尔曼、罗康库尔、鲁夫鲁瓦莱梅尔勒。

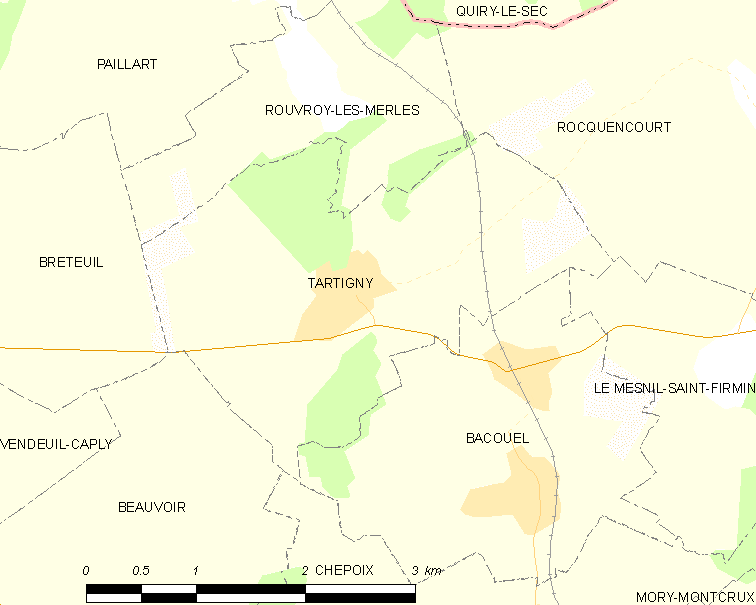
的OSM定位图

塔尔蒂尼的时区为UTC+01:00、UTC+02:00（夏令时）。

## 行政
塔尔蒂尼的邮政编码为60120，INSEE市镇编码为60627。

## 政治
塔尔蒂尼所属的省级选区为圣瑞斯特昂绍塞县。

## 人口

1962-2008年间人口变化图示

塔尔蒂尼于2022年1月1日时的人口数量为253人。